# Acacia everistii
Acacia everistii é uma espécie de leguminosa do gênero Acacia, pertencente à família Fabaceae.